# De Leeuw (Lettele)
De Leeuw is een korenmolen in de buurtschap Oude Molen, net ten noorden van Bathmen in Lettele de Nederlandse provincie Overijssel.
De molen werd in de 18e eeuw de 'Bathemsche koornmolen' genoemd, met de vermelding dat hij op 'Kolmeschater grond' stond. De huidige molen werd in 1856 gebouwd nadat de voorganger was afgebrand. De molen is in 1941, 1965 en 1988 gerestaureerd. Sinds 1990 wordt de molen weer door een beroepsmolenaar gebruikt.
De molen is thans ingericht met twee koppels maalstenen, 1 koppel 16der (140 cm doorsnede) met regulateur en 1 koppel 13der (110 cm doorsnede) blauwe stenen. Vroeger had de molen 3 maalkoppels. Het koppel met 13der blauwe stenen ligt op een maalstoel en wordt elektrisch aangedreven. De hiervoor benodigde elektriciteit wordt geleverd door een 40 pk Deutz MIH 338 ruwoliemotor, die een uit 1934 stammende HEEMAF-generator aandrijft. Daarnaast bezit de molen nog diverse andere werktuigen voor het maalbedrijf, zoals een graanpletter en mengketel.
De gelaste roeden van de molen zijn 23,80 meter lang. De binnenroede is gemaakt door de firma Derckx in Beegden en de buitenroede door de firma Dunning in Adorp. De buitenroede is voorzien van het Oudhollands hekwerk met zeilen en de binnenroede heeft vanaf 1941 het Systeem van Bussel in combinatie met het Ten Have-systeem. De zelfzwichting wordt via een spin, zwichtstang en tandheugel met kettingwiel bediend.
De gietijzeren bovenas is 6,55 meter lang. De kap van de molen ligt op een rollenkruiwerk met ijzeren rollen en wordt rondgedraaid met een kruilier. De molen wordt gevangen (geremd) met een Vlaamse vang en bediend met een wipstok. Het luiwerk is een sleepluiwerk.

## Overbrengingen
- Het bovenwiel heeft 59 kammen met een steek van 12,4 cm.
- De bonkelaar heeft 34 kammen. De koningsspil draait hierdoor 1,735 keer sneller dan de bovenas
- Het spoorwiel heeft 108 kammen met een steek van 9,5 cm.
- Het steenrondsel heeft 31 staven. De overbrenging van koningspil naar steenspil is hierdoor 3,48.

De loper draait 6,045 keer sneller dan de bovenas.

## Fotogalerij

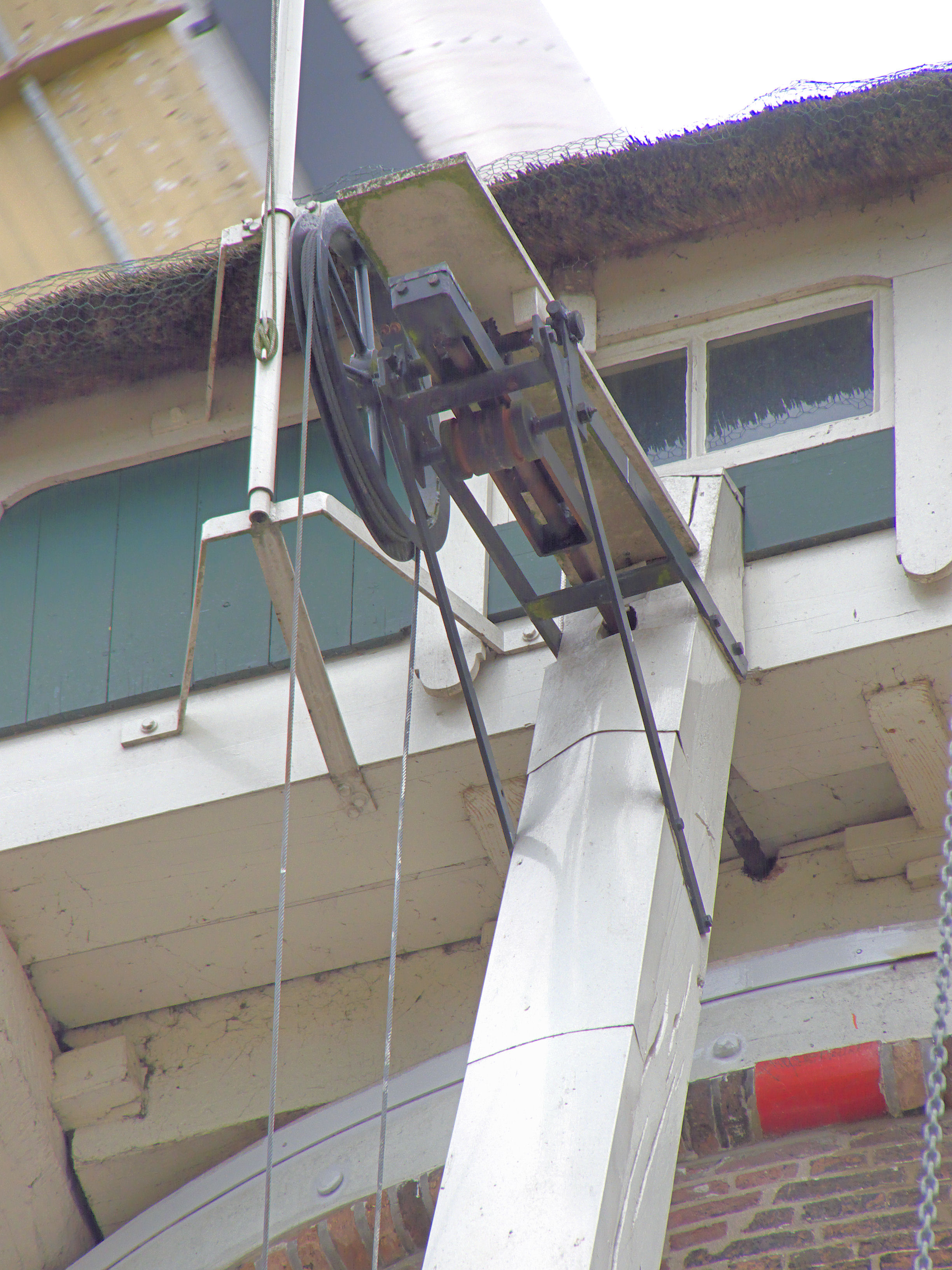
Kettingwiel met tandheugel
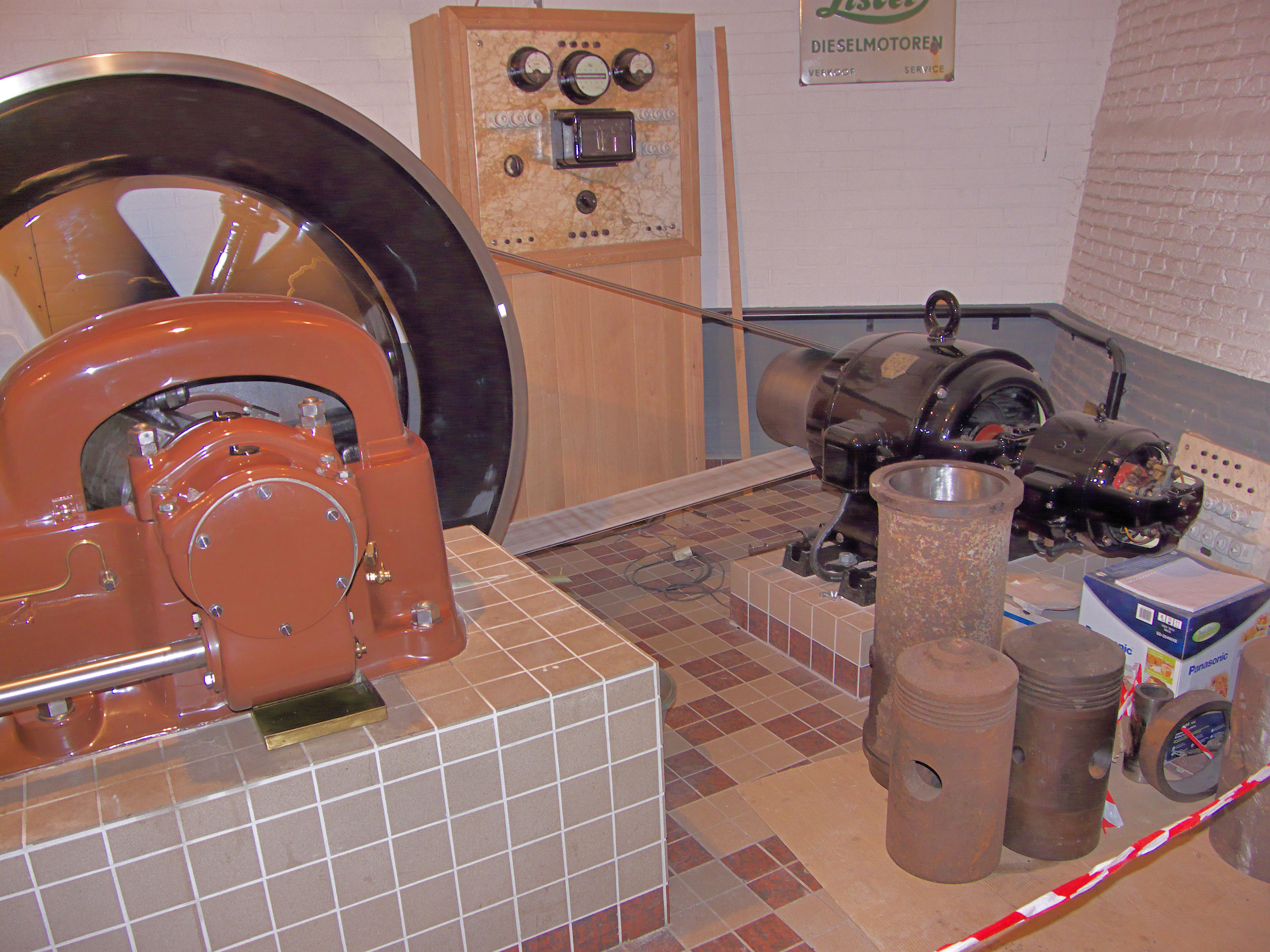
Deutz MIH 338 ruwoliemotor met Heemaf generator
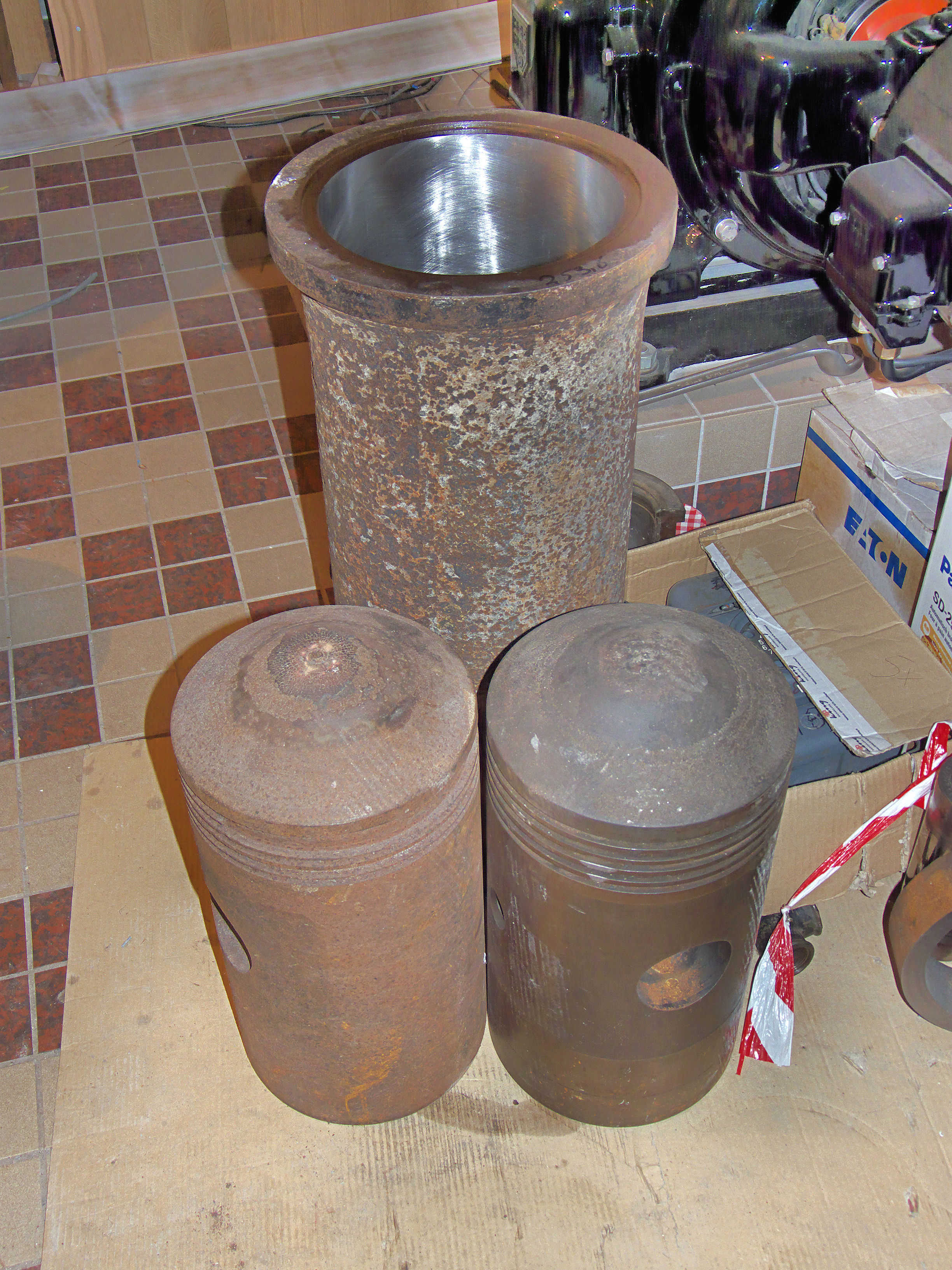
Cilinderbus en zuigers Deutz MIH 338 ruwoliemotor
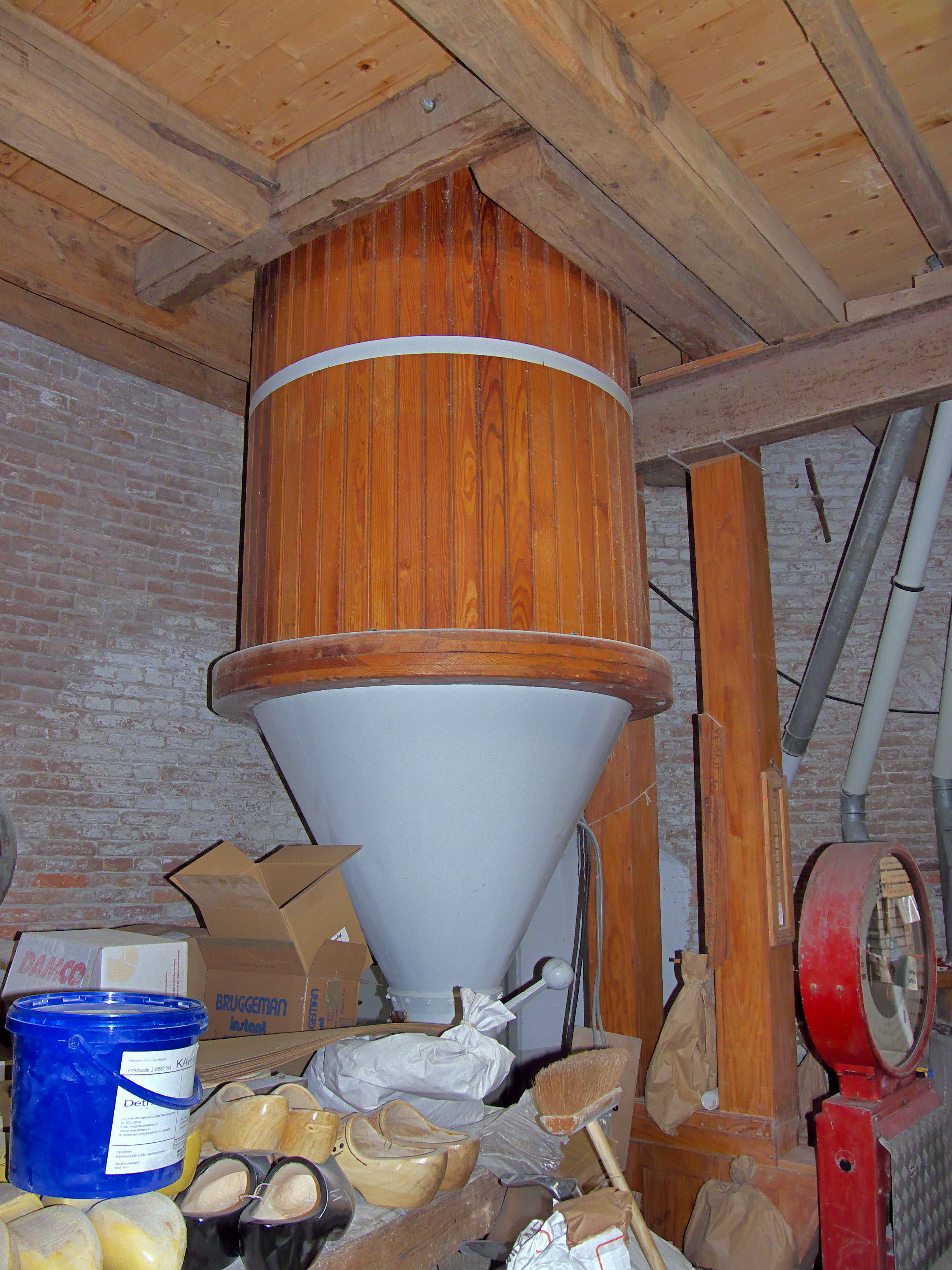
Mengketel
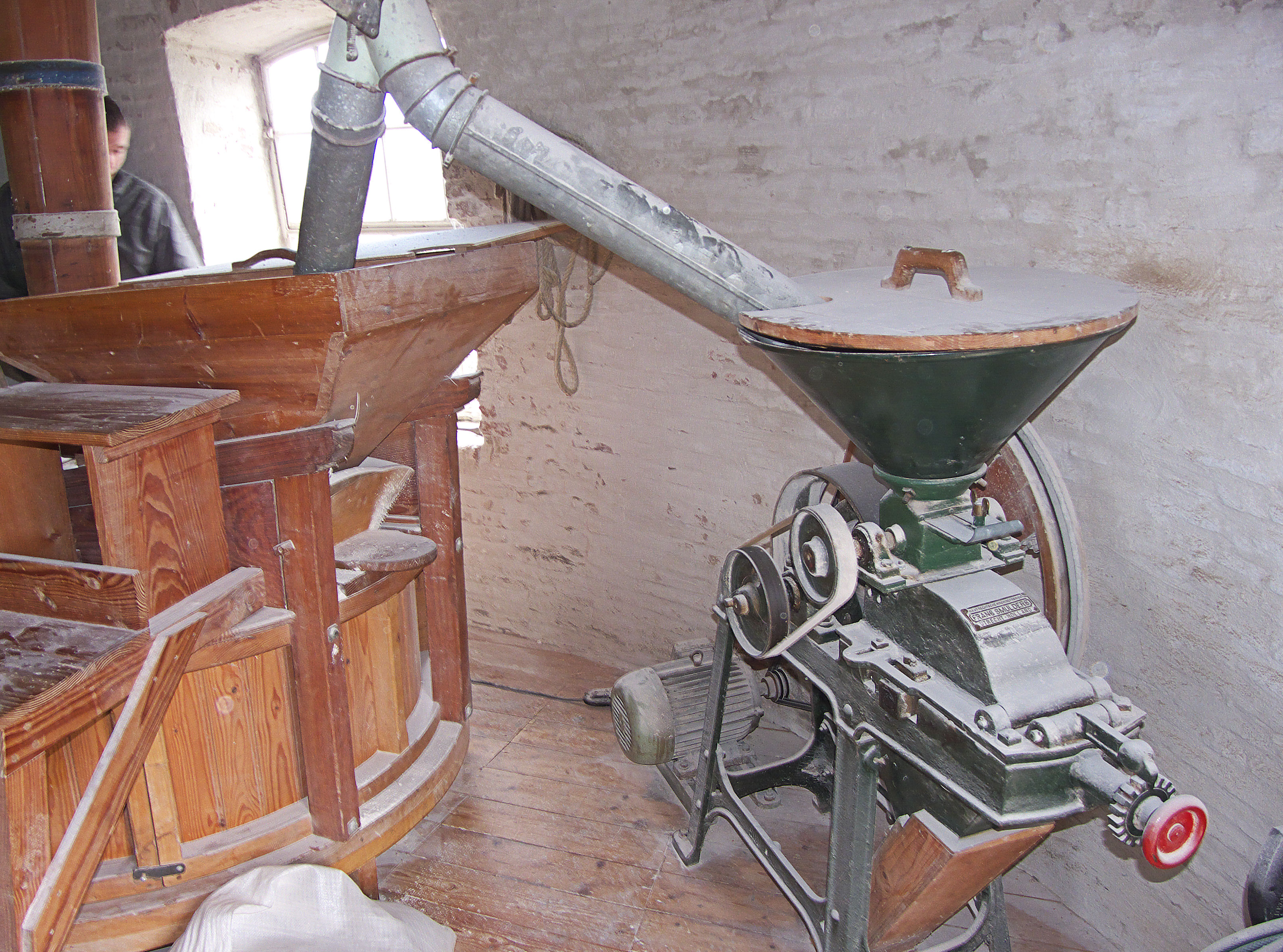
Graanpletter
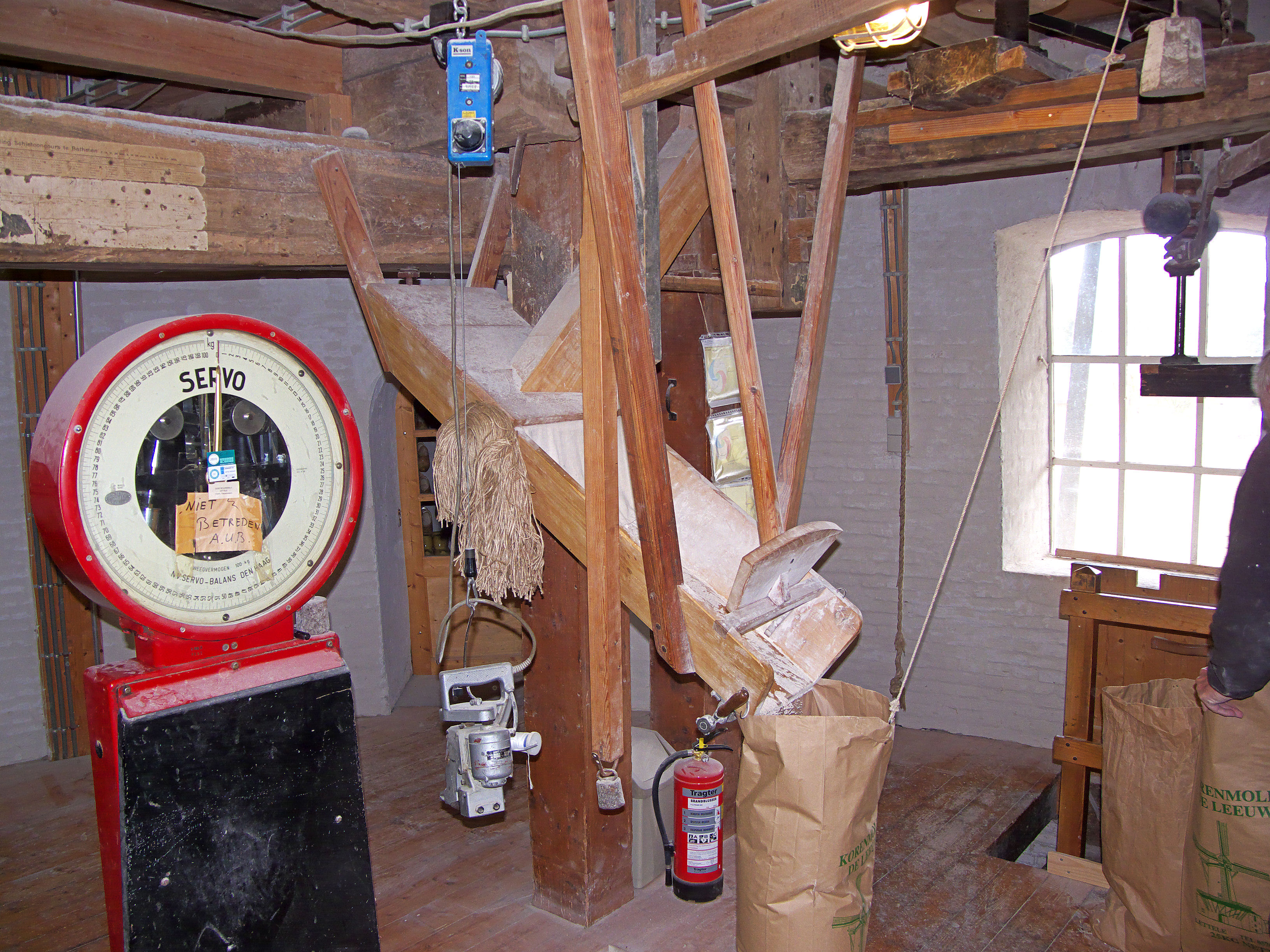
Maalbak en licht

Tijdens de Nationale Molendag kan De Leeuw bezichtigd worden.